# Beertsterhoogen
Beertsterhoogen, Beersterhoogen of Beertsterho(o)gen (soms ook Beer(t)sterho(o)ven) is een streekdorp in de gemeente Oldambt in de provincie Groningen. Het ligt tussen Beerta en Nieuw-Beerta. De streek bestaat uit een aantal kapitale boerderijen, vroeger tevens met enkele middenstandswoningen, waaronder een smederij. De naam verwijst kennelijk naar de hogere ligging van de streek ten opzichte van Beerta. De boerderijen stonden eerder verder noordelijk aan de Oudeweg, bij de Tjamme, waar aanvankelijk nog een hoger veenpakket aanwezig was. De monumentale boerderij die hier nog staat (Oudeweg 39), is gebouwd op een wierde. Misschien gaat de naam terug op de verdronken nederzetting Houwingahof. De uitgang -hoven kan echter ook een hypercorrecte vorm voor -hogen zijn.
De naam komt in de oudste bronnen niet voor. In 1609 is sprake van akkers uff die Hoegen, in 1612 landerijen op Beersterhoven, in 1619 van een venne landes gelegen up der Hogen, in 1622 23 akkers up Beerster Hoegen. In 1647 wordt inwoonster van Beerster-hogen genoemd; vanaf 1675 worden kerkleden die woonden op de Hoog of op de Hoogen vermeld en in 1726 iemand op de Hoven. In 1700 is sprake van een boerderij op de Beerster Hoogen; in 1761 op de Beersterhooven. In 1789 wordt gesproken over landerijen ten noorden van het Hovender Tjam onder Finsterwolde.
Een oudere naam is vermoedelijk Gaarlanden, zo betiteld omdat de boerderijen in een vanuit Ulsda taps toelopende punt tussen de dorpen Beerta en Nieuw-Beerta lagen. Het Bellingwolderzijldiep of Buiskooldiep van 1657 vormt de oostgrens. De landerijen van Beertsterhoogen vielen onder het in 1662 gestichte kerspel Beertsterhamrik of Nieuw-Beerta, maar de inwoners bleven kerkelijk bij Beerta horen; na een akkoord in 1762 betaalden ze wel mee aan het kerkonderhoud te Nieuw-Beerta.
Aan de Oudeweg bij de Tjamme werd mogelijk al vóór 1716 een kostbare pelmolen gebouwd, die tot 1872 werd afgebroken en weer opgebouwd in Beerta. Het gehucht had ten minste in 1813 een eigen schooltje, dat nog in 1845 bestond. Leerkracht was toen de 'wedergeboren' onderwijzer Nicolaas Mattheus Feringa, die op zondag godsdienstoefeningen hield.

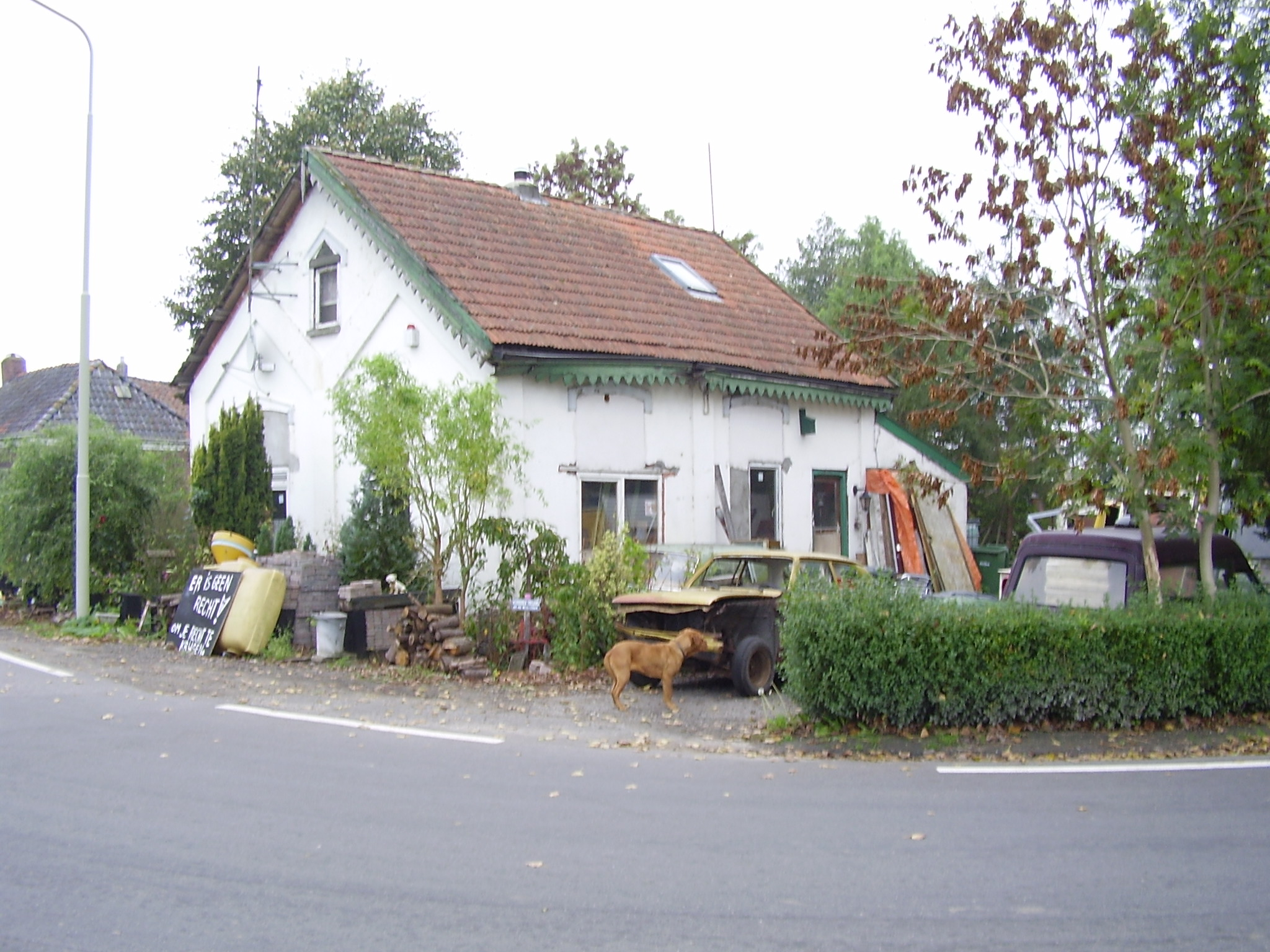
Voormalig stationsgebouw Beertsterhoogen